# Amphaxitis

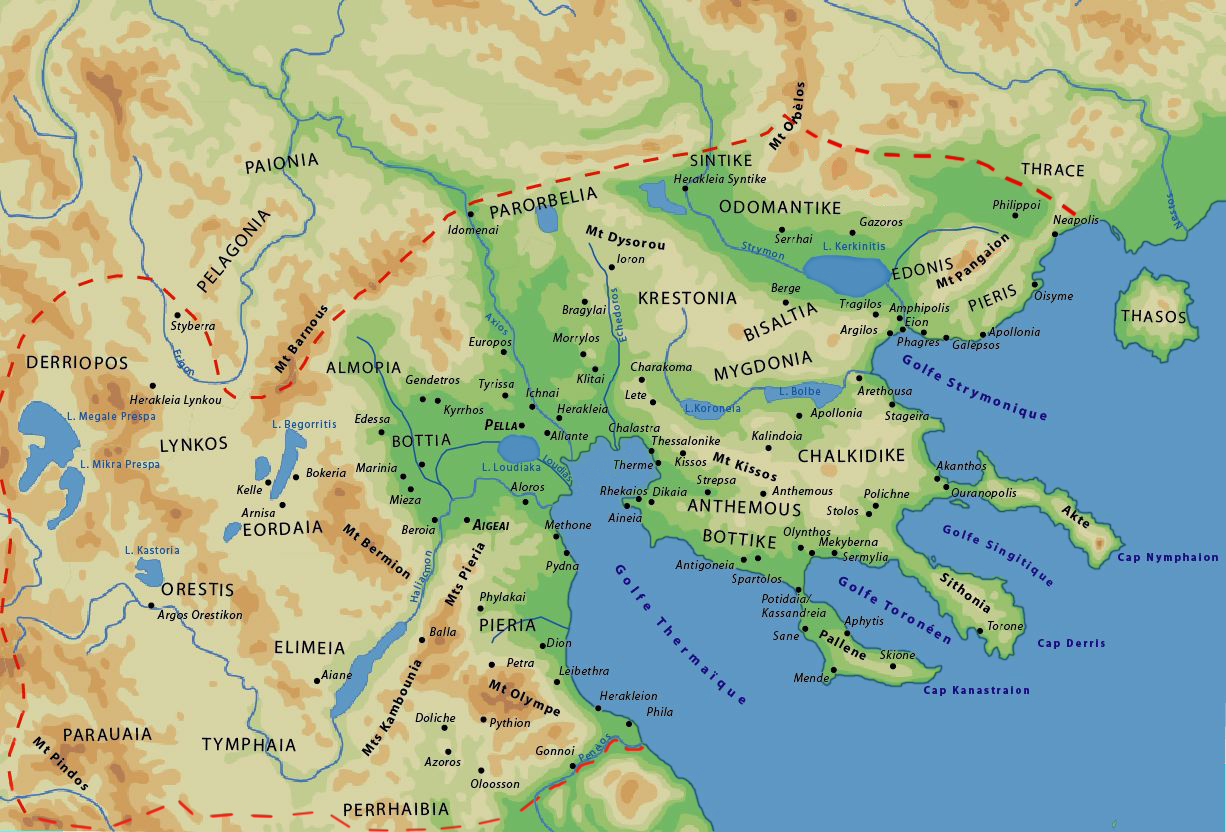
Amphaxitis, lungo la riva sinistra del fiume Axios

Amphaxitis (greco: Ἀμφαξίτις) era un'antica regione della Macedonia posta ad oriente del fiume Axios. Costituiva la parte occidentale della Migdonia.
Il nome Amphaxitis deriva dalla parola del greco antico Ἀμφαξίτις che significa "intorno alle due rive dell'Axios". In origine questo nome indicava dunque il territorio lungo il percorso inferiore dell'Axios, dalla gola di Demir Kapija fino alla foce del fiume nel golfo di Salonicco. Successivamente invece è prevalsa la interpretazione che vede l'Axios a separare la Bottia sulla riva destra, dall'Amphaxitis sulla riva sinistra.
Attualmente la regione  è suddivisa fra la Macedonia del Nord e la Grecia; l'area in territorio macedone è costituita dalla valle di Gevgelija - Valandovo, l'area in territorio greco è costituita dalla parte occidentale della prefettura di Salonicco e da quella centrale della prefettura di Kilkis.
Le principali città della regione erano: Idomenai e Europos, mentre le città di Gortynia e Atalanta, sulla riva destra dell'Axios, sono solitamente assegnate alla regione della Bottia. Altra città che da alcuni viene attribuita a questa regione è la mitica Amydon citata da Omero, la cui esatta ubicazione è però tuttora sconosciuta.